# Alexis François
Alexis François, né le 8 juillet 1877 à Genève et mort le 15 février 1958 à Chêne-Bougeries (canton de Genève), est un intellectuel  et patriote suisse, professeur émérite d'histoire de la langue française et de philologie française moderne à l’Université de Genève.
Écrivain, il a entre autres rédigé des ouvrages sur des hommes illustres tels Stendhal et Henri Dunant mais également sur la linguistique française, domaine qu'il affectionnait tout particulièrement.
Critique littéraire, historien et poète à ses heures, il fut également journaliste politique de 1905 à 1958 au Journal de Genève.

## Biographie
Fils de Constant César, pasteur suisse d'origine cévenole, Alexis François étudie les lettres à l'Université de Genève puis achève ses études à la Sorbonne et au Collège de France (1900-1906), où il fut l'élève de Gaston Paris, de Mario Roques et du grammairien Ferdinand Brunot. À cette même époque, il se lie d'amitié avec son compatriote suisse Ramuz et présente une thèse couronnée de succès en 1905 sur La Grammaire du purisme et l'Académie française au XVIIIe s.
De retour à Genève, il est nommé en 1908 professeur extraordinaire (ordinaire dès 1918) d'histoire de la langue française moderne à l'Université de Genève. Spécialiste de Jean-Jacques Rousseau à qui il consacrera de nombreux ouvrages, il a été notamment secrétaire de la Société Jean-Jacques Rousseau qu'il préside de 1906 à 1924.Très actif dans les milieux littéraires, il tient notamment une rubrique consacrée à la vie en Suisse dans La Semaine littéraire et réédite à ses frais plusieurs nouvelles de Rodolphe Töpffer. Il s'intéressa également à Henry Dunant et aux autres fondateurs de la Croix-Rouge.
Proche de Gonzague de Reynold, il partage ses positions nationalistes en matière de politique et de culture. Il est avec lui à l'origine de la circulaire Pro Helvetica dignitate ac securitate (1912) et est l'un des membres fondateurs de la Nouvelle Société helvétique (1914).

## Vie personnnelle et descendance
Il se marie une première fois en 1909 à Marguerite Vaucher qui décèdera tragiquement d'un cancer et se remarira en 1919 à Marthe Marie Favre, veuve de Lucien, fille de Marc Roessinger. 

De son union avec Marguerite Vaucher naîtra deux fils dont l'architecte Paul François. Ce dernier a fait partie de la mission archéologique menée par l'archéologue André Parrot du site de Mari en Syrie dès décembre 1933. Ancien élève de l'Ecole des Beaux-Arts, il était chargé des relevés architecturaux et des dessins d'objets dont le fameux La Mésopotamie : Palais de Mari. Partie d'une scène sacrificielle,  une peinture murale du début du IIe millénaire av. J.-C. qu'il restaurera à partir de milliers de petits fragments. Il meurt tragiquement le 3 avril 1936 avec son camarade, le photographe André Bianquis, d'un accident d'auto alors qu'ils regagnaient Alep, à la fin de la 3e campagne de fouilles à Tell Hariri. À la suite de cet événement tragique, l'architecte André Parrot écrira de lui :
" Magnifiquement doué, il allait rapidement s'adapter à la vie et au travail du chantier. Les cirscontances le favorisaient d'ailleurs dès ses débuts dans l'archéologie militante, puisque la découverte du temple d'Ishtar, avec sa documentation sculpturale exceptionnelle, puis en 1935, celle du Palais, lui permettait d'entrer en contact avec un art et une architecture si développés et si parfaits  que cela l'avait décidé à consacer à la Mission toutes les plus belles années de sa jeunesse ardente" 

### Sur la Croix-Rouge
- Alexis François, Le Berceau de la Croix-Rouge, Genève : A. Jullien, 1918, 336p.
- Alexis François, Aspects d'Henri Dunant, le bonapartiste, l'affairiste, le sioniste, Genève : Georg, 1948, 143p.

### Sur l'œuvre de Jean-Jacques Rousseau
- Alexis François, L'Exposition iconographique J. J. Rousseau, Genève : J. Crosnier, 1913, 48p.
- Alexis François, Jean-Jacques Rousseau et leurs excellences, Lausanne : Ed. Spes, 1920, 111p.
- Alexis François, Le premier baiser de l'amour ou Jean-jaques Rousseau inspirateur d'estampes, Genève /Paris : Sonor / Georges Crès, 1920

### Analyses & commentaires
- Alexis François, Les sonnets suisses de Joachim du Bellay expliqués et commentés, trois tableaux de la Suisse vue par les écrivains français du XVIe siècle, Lausanne : F. Rouge, 1946, 125p.

### Contes et pièces pour enfants
- Alexis François, Théâtre puéril, suivi de la Lumière, drame juvénil [en 4 actes] et de la Tentation de Joseph, mystère [en 2 tableaux], Lausanne : éd. "Spes", 279p.